# Le Saix
Le Saix es una comuna francesa situada en el departamento de Altos Alpes, en la región de Provenza-Alpes-Costa Azul.

## Demografía
| 108 | 90 | 81 | 77 | 64 | 79 | 121 |
| Para los censos de 1962 a 1999 la población legal corresponde a la población sin duplicidades (Fuente: INSEE [Consultar]) |    |    |    |    |    |     |